# 블라디미르 부코프스키
블라디미르 콘스탄티노비치 부코프스키(러시아어: Владимир Константинович Буковский; 1942년 12월 30일 – 2019년 10월 27일)는 소련과 러시아의 인권 운동가이자 작가이다. 1950년대 후반부터 1970년대 중반까지 그는 국내외에서 잘 알려진 소련 반체제 운동의 저명한 인물이었다. 그는 브레즈네프 통치 기간 동안 정신과 수용소, 노동 수용소, 그리고 소련의 교도소에서 총 12년을 보냈다.
1976년 말 소련에서 추방된 후, 부코프스키는 소련 체제와 그 후계 체제의 결점에 대해 목소리 높은 반대를 유지했다. 운동가, 작가, 그리고 신경생리학자로서, 그는 소련 정신의학의 정치적 남용을 폭로하고 중단시키는 캠페인에서 자신의 역할로 칭송받는다.
공산주의 희생자 기념재단의 국제 자문 위원회 회원이며, 감사 기금(옛 반체제 인사들을 기념하고 지원하기 위해 1998년에 설립)의 이사이며, 뉴욕 시에 기반을 둔 인권 재단의 국제 위원회 회원인 부코프스키는 워싱턴 D.C.의 케이토 연구소 선임 연구원이었다.
2001년, 블라디미르 부코프스키는 1993년부터 공산주의 희생자 기념재단이 매년 수여하는 트루먼-레이건 자유 훈장을 받았다.

## 초기 생애
블라디미르 부코프스키는 세계 대전 중 가족이 피난했던 바시키르 자치 소비에트 사회주의 공화국의 벨레베이 마을(오늘날 러시아 연방의 바시코르토스탄 공화국)에서 러시아인 부모 사이에서 태어났다. 전쟁 후 그와 그의 부모는 모스크바로 돌아갔고, 그곳에서 그의 아버지 콘스탄틴(1908–1976)은 유명한 소련 언론인이었다. 학년 마지막 해에 블라디미르는 무단 잡지를 만들고 편집했다는 이유로 퇴학당했다. 대학 입학 요건을 충족하기 위해 그는 야간 수업을 통해 중등 교육을 마쳤다. 부코프스키는 모스크바 국립 대학교 생물학과에 입학했지만, 콤소몰과 같은 소련 국가 기관을 비판했다는 이유로 19세에 퇴학당했다.

## 소련 시대

### 집회

#### 마야코프스키 광장
1960년 9월, 부코프스키는 모스크바 국립 대학교에 입학하여 생물학을 공부했다. 그곳에서 그와 몇몇 친구들은 1958년 모스크바 중심부에 시인 동상이 공개된 후 시작된 비공식적인 마야코프스키 광장 시 낭송회를 부활시키기로 결정했다. 그들은 보메랑(1960)의 편집자 블라디미르 오시포프와 문학 사미즈다트의 두 가지 예인 피닉스(1961)를 발행한 유리 갈란스코프와 같은 낭독회의 이전 참가자들과 접촉했다.:17–19
19세의 부코프스키가 공산주의 청년 동맹인 콤소몰에 대한 비판적인 글을 쓴 것은 그때였다. 나중에 이 텍스트는 KGB에 의해 "콤소몰 붕괴에 대한 논문"이라는 제목이 붙여졌다. 부코프스키는 소련을 심각한 이념적 위기에 직면한 "불법 사회"로 묘사했다. 콤소몰은 도덕적, 정신적 권위를 모두 잃고 "사멸하고 있다"고 주장하며, 민주화를 요구했다. 이 텍스트와 그의 다른 활동들은 부코프스키를 당국의 주목을 받게 했다. 그는 1961년 가을 대학에서 쫓겨나기 전에 두 차례 심문을 받았다.
부코프스키는 1963년 6월 1일에 체포되었다. 그는 나중에 러시아 소비에트 연방 사회주의 공화국 형법 제70조 1항("반소련 선동 및 선전")에 따라 "정신 이상"을 이유로 궐석으로 유죄 판결을 받았다. 공식 혐의는 반소련 문학, 즉 밀로반 지라스의 금지된 저서 신계급 두 권의 사본을 만들고 소지한 것이었다. 부코프스키는 소련 정신과 의사들에게 진찰을 받고 정신병("지연성 정신분열증")으로 진단되어 레닌그라드의 특수 정신병원으로 보내져 1965년 2월까지 약 2년 동안 머물렀다. 그곳에서 그는 동료 수감자인 페트로 그리고렌코 장군을 알게 되었다.

#### 글라스노스트 집회, 1965년 12월 5일
1965년 12월, 부코프스키는 작가 안드레이 시냐프스키와 율리 다니엘의 재판에 항의하기 위해 모스크바 중심부 푸시킨 광장에서 시위를 준비하는 데 도움을 주었다. 그는 수학자이자 시인인 알렉산데르 예세닌-볼핀의 "시민 호소"를 유포했는데, 이는 당국에 재판 과정에서 글라스노스트를 요구하는 소련 법률, 즉 모든 재판에 대중과 언론의 입장을 허용할 것을 요구하는 내용이었다. 1965년 12월 5일(헌법의 날)의 시위는 글라스노스트 집회로 알려지게 되었고, 공개적으로 활동하는 소련 시민권 운동의 시작을 알렸다.
부코프스키 자신은 참석할 수 없었다. 3일 전 그는 호소문 배포 혐의로 체포되어 다양한 프시후슈카s, 그중에는 루블리노의 13번 병원, 스톨보바야, 세르프스키 연구소에 구금되어 1966년 7월까지 있었다.

#### 시위의 권리, 1967년
1967년 1월 22일, 부코프스키, 바딤 델로네, 예브게니 쿠셰프, 빅토르 하우스토프는 푸시킨 광장에서 또 다른 시위를 벌였다. 그들은 알렉산드르 긴즈부르크, 유리 갈란스코프, 알렉세이 도브로볼스키, 베라 라시코바(결국 1968년 1월 4인 재판에서 기소되었다)에 대한 최근 체포에 항의하고 그들 자신의 항의할 권리를 주장했다. 1966년 9월 16일, 모든 공개 집회 또는 시위를 범죄로 분류하는 새로운 법률인 제190조 3항이 도입되었다.
1967년 9월 1일, 자신의 재판에서 부코프스키는 정권이 법을 존중하지 않고 법적 절차를 따르지 않는 것을 비판하기 위해 마지막 발언을 사용했다. 그는 1936년 소련 헌법 제125조를 인용하여 시위 및 기타 공개 항의를 조직할 권리를 옹호했다. 그는 또한 검찰이 사건을 진행하면서 개정된 1961년 형사소송법을 반복적으로 위반했다고 주장했다.:74–75 부코프스키의 법정에서의 마지막 발언은 사미즈다트 연설집과 파벨 리트비노프가 편찬한 시위 및 후속 재판에 관한 자료집의 일부로 널리 유포되었다.:87–95:37–43
동료 시위자 바딤 델로네와 예브게니 쿠셰프는 자신들의 행동에 대한 유감을 표명했지만 죄를 인정하지 않았다. 그들은 집행유예를 선고받고 석방되었다. 부코프스키는 저항적이었고, 동료 시위자 빅토르 하우스토프(1967년 2월 유죄 판결)처럼 "보통 정권" 교정 노동 수용소에서 3년형을 선고받았다. 부코프스키는 보로네시 지역의 보르로 보내져 형을 살았다. 그는 1970년 1월에 석방되었다.

#### 정신과 남용 반대 운동
1960년대와 1970년대에 소련 당국은 독자적인 사고를 가진 사람들을 처벌하고 억제하는 형태의 정신과 치료를 광범위하게 사용하기 시작했다. 여기에는 그러한 장소가 일반적으로 알려진 프시후슈카에 무기한 구금하는 것이 포함되었으며, 이는 일반 정신 병원 또는 기존 형벌 기관의 일부로 설치된 정신과 교도소 병원(예: 레닌그라드 특수 정신 병원)일 수 있었다. 건강한 개인들은 정신 질환을 앓고 종종 위험한 환자들 사이에 구금되었으며, 다양한 정신과 약물을 강제로 복용해야 했다. 그들은 또한 KGB의 전반적인 통제하에 있는 교도소 유형의 기관에 수감될 수도 있었다.
모스크바 근처 숲에서 CBS 뉴스 특파원 빌 콜이 몰래 촬영한 인터뷰에서 부코프스키는 소련 정부가 정치적 반체제 인사들을 정신 기관에 수용하고 약물 치료를 받게 하는 방법을 설명했다.
이것은 대규모 작전이었다. 우리 러시아인과 특파원 약 20명이 아내와 아이들과 함께 모스크바 외곽 숲으로 피크닉을 갔다. KGB는 뒤에서 우리를 멀리서 지켜봤다. 그들의 주된 걱정은 우리가 떠나는 순간을 놓치지 않는 것이었다. 따라서 빌과 내가 요원들이 인터뷰를 촬영하는 것을 볼 수 없도록 조치하는 것은 꽤 쉬웠다. 사실, 그것은 문제가 아니었지만, 밀수하는 것이 문제였다. 빌은 안드레이 아말리크와 표트르 야키르와 두 번 더 인터뷰를 했고, 나는 모르도비아 수용소에서 몰래 가져온 긴즈부르크의 녹음 진술을 그에게 주었다. 이 상당한 양의 짐이 미국에 도착하는 데 세 달이 걸렸다.

그 인터뷰는 안드레이 아말리크 및 표트르 야키르와의 인터뷰와 함께 캐나다 외교관에 의해 국외로 밀반출되어 1970년 CBS 뉴스 특별 보고서 "소련 지하 세계의 목소리"에서 방영되었다.
1971년 부코프스키는 소련의 정신과 기관 남용을 추가로 문서화한 150페이지 이상의 문서를 서방에 밀반출하는 데 성공했다. 부코프스키는 "서방 정신과 의사들"에게 보낸 의도적으로 절제된 어조의 서한에서 그들에게 이 증거가 여러 반체제 인사들의 고립을 정당화하는지 여부를 고려해 달라고 요청했으며, 다음 국제 정신과 의사 회의에서 이 문제를 논의할 것을 촉구했다.:138–141:29–30
최근 우리나라에서는 친척과 가까운 친구들이 정신적으로 건강하다고 생각하는 사람들이 정신 병원("특수 유형" 및 기타)에 수용되는 것을 포함하는 여러 법원 명령이 내려졌습니다. 이 사람들은 그리골렌코, 립스, 고르바네프스카야, 노보드보르스카야, 이반 야키모비치, 블라디미르 게르슈니, 빅토르 파인베르크, 빅토르 쿠즈네초프, 올가 이오페, 블라디미르 E. 보리소프 그리고 다른 사람들 – 소련에서 시민권을 옹호하는 데 적극적이었던 사람들입니다.
법정에서 전문가 증언을 한 정신과 의사들의 진단과 그 진단에 기초한 법원 명령은 그 내용에 관해 많은 의문을 불러일으킵니다. 그러나 이러한 진단의 정당성 정도에 대해 권위 있는 의견을 표명할 수 있는 것은 정신과 전문가뿐입니다.
제가 그리골렌코, 파인베르크, 고르바네프스카야, 보리소프, 야키모비치를 검진한 법의학 정신과 그룹이 작성한 진단 보고서의 정확한 사본과 V. 쿠즈네초프의 진단 발췌본을 입수하는 데 성공한 사실을 이용하여, 저는 이 문서들과 이 사람들의 성격을 보여주는 다양한 편지 및 기타 자료를 귀하께 보냅니다. 귀하께서 이 자료를 검토하시고 의견을 표명해 주시면 매우 감사하겠습니다.
떨어진 거리에서 필수적인 임상 정보 없이 한 사람의 정신 상태를 파악하고 질병을 진단하거나 질병의 부재를 주장하는 것이 매우 어렵다는 것을 알고 있습니다. 따라서 저는 이 점에 대해서만 의견을 표명해 주시기를 요청합니다: 위에서 언급된 진단에 진단에 기술된 정신 질환을 나타내는 것뿐만 아니라 이 사람들을 사회로부터 완전히 격리해야 할 필요성을 나타내는 충분한 과학적 근거가 포함되어 있습니까?
귀하께서 동료들에게 이 문제에 대한 관심을 불러일으키고, 다음 국제 정신과 의사 회의에서 이 문제를 의제로 삼을 수 있다고 판단하시면 매우 기쁠 것입니다.
건강한 사람에게 정신 병원에 무기한 구금되는 것보다 더 끔찍한 운명은 없습니다. 귀하께서 이 문제에 무관심하지 않으시고 시간을 할애해 주실 것이라고 믿습니다. 물리학자들이 과학적 성과가 인류에게 해로운 방식으로 사용되는 것을 막기 위해 시간을 할애하는 것처럼 말입니다.
미리 감사드립니다.
V. 부코프스키
— 부코프스키의 1971년 서방 정신과 의사들에게 보낸 편지:80–81
이 문서는 1971년 3월 국제인권수호위원회라는 작은 프랑스 단체에 의해 언론에 공개되었다. 부코프스키의 서한은 3월 12일 더 타임스(런던)에 실렸고 나중에 영국 정신의학 저널에 실렸다.:79; 82 부코프스키는 3월 29일에 체포되어 9개월 동안 구금된 후 1972년 1월에 재판을 받았다.
부코프스키가 수집하여 서방에 보낸 정보는 전 세계의 인권 운동가들과 소련 내부의 인권 운동가들을 활성화시켰다. 또한 정신과 의사들 사이에서도 공감을 얻었다. 그해 9월, 유럽 정신과 의사 44명은 더 타임스(런던)에 서한을 보내 해당 6명의 진단에 대해 심각한 의구심을 표명했다. 1971년 11월 회의에서 세계정신의학협회는 회원들에게 이 혐의를 조사하고 위협받는 곳에서 자유로운 의견의 권리를 옹호할 것을 촉구했다.:85 이러한 반응은 반체제 인권 정기 간행물인 현재 사건 연대기에 의해 신중하게 기록되었으며, 이는 또한 부코프스키의 친구들과 동료 인권 운동가들이 그를 변호하기 위해 발표한 많은 성명들을 기록했다. 이 전례 없는 국제적 논란의 중심에 있던 부코프스키는 거의 완전한 고립 상태에서 변호인의 도움 없이 재판을 받고 수용소나 특수 정신 병원으로 보내지기를 기다렸다.
대중의 압력에 대한 응답으로, 세계정신의학협회는 1977년 제6차 세계 대회에서 마침내 소련의 관행을 비난하고 오용을 감시하기 위한 검토 위원회를 설치했다.:111 1983년, 소련 대표단은 추방당하기보다는 세계정신의학협회에서 탈퇴했다.:42–44 부코프스키는 나중에 이 반응을 "반체제 글라스노스트의 가장 중요한 승리"로 특징지었다.:144

### 최종 체포(1971년) 및 수감
문서 공개 후, 부코프스키는 프라우다에서 "반소련 활동에 연루된 악의적인 깡패"로 비난받았고 1971년 3월 29일 체포되었다. 처음에는 레포르토보 교도소에 수감되었고, 8월에는 약 3개월 동안 세르프스키 연구소에 머물렀는데, 이번에는 그를 정신적으로 건강하고 재판을 받을 수 있다고 판정했다.
1972년 1월 재판에서 부코프스키는 소련 정신의학 비방, 외국 언론인과의 접촉, 사미즈다트 소지 및 배포 혐의로 기소되었다. 이번에도 그는 법정에서 마지막 진술을 통해 훨씬 더 많은 청중에게 다가갈 수 있었고, 이 진술은 사미즈다트를 통해 유포되었다. 그는 징역 2년, 노동 수용소 5년, 국내 추방 5년을 선고받았다.:31–32
수감 중 부코프스키는 동료 수감자인 정신과 의사 세묜 글루즈만과 함께 20페이지 분량의 "반체제 인사들을 위한 정신의학 매뉴얼"을 저술했으며, 이는 러시아어(1975년)를 포함한 여러 외국어로 널리 출판되었다. 영어, 프랑스어, 이탈리아어, 독일어, 그리고 덴마크어 등이다. 이 매뉴얼은 정치 정신의학의 잠재적 희생자들에게 정신병으로 진단받는 것을 피하기 위해 심문 중에 어떻게 행동해야 하는지를 알려주었다.

### 소련에서 추방 (1976년)

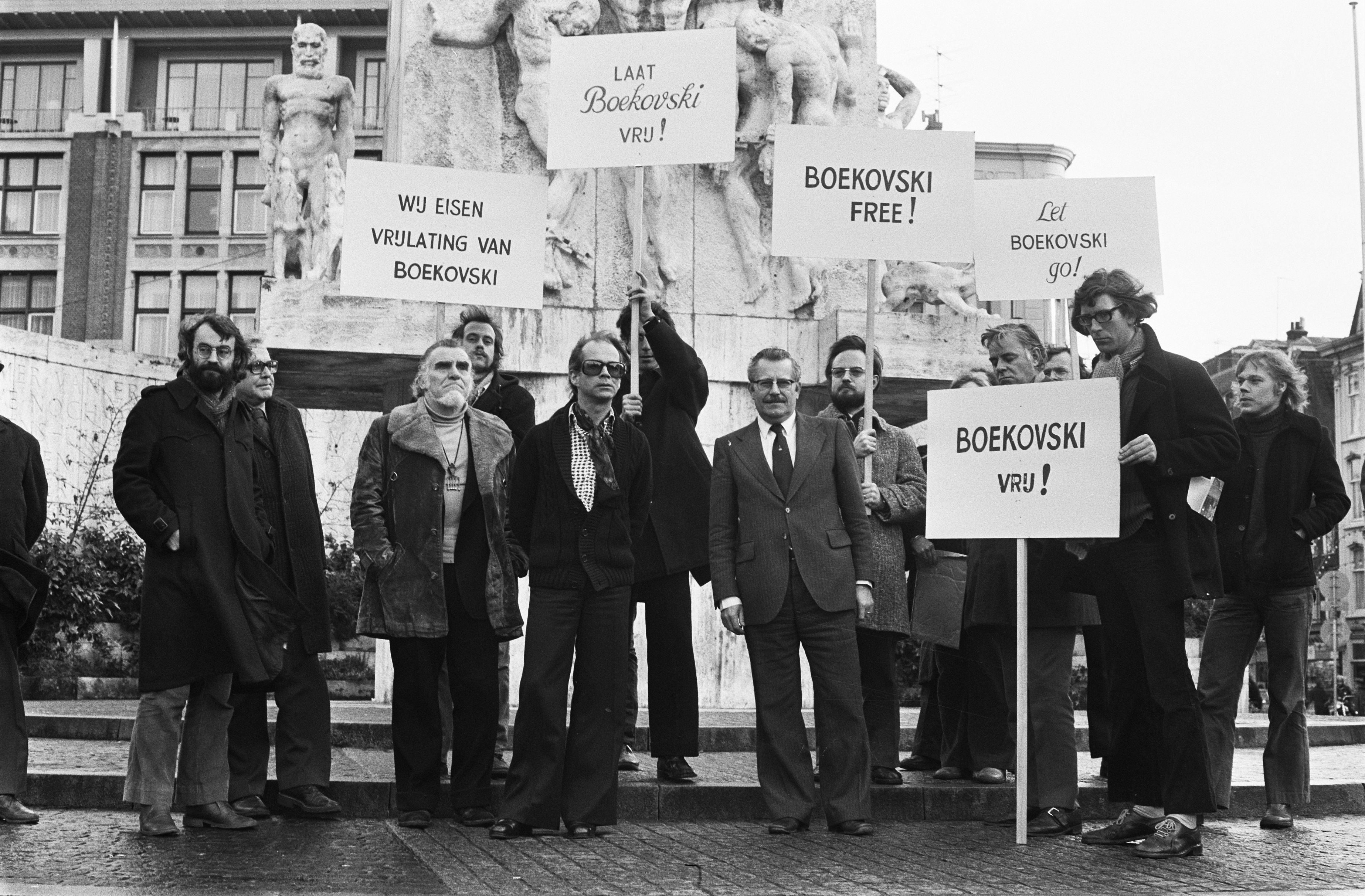
1975년 1월 암스테르담에서 블라디미르 부코프스키의 석방을 요구하는 시위

부코프스키와 소련 내 다른 정치범들의 운명은 서방 외교관들과 1961년 결성된 비교적 신생 인권 단체인 국제앰네스티에 의해 끊임없이 세계의 주목을 받았다.:175
1976년 12월, 부코프스키는 소련에서 추방되었고, 소련 정부는 그를 취리히 공항에서 수감된 칠레 공산당 서기장 루이스 코르발란과 교환했다. 1978년 자서전에서 부코프스키는 자신이 수갑을 찬 채 스위스로 끌려왔다고 묘사했다.:432 널리 보도된 이 교환은 서방에서 소련 반체제 인사들에 대한 대중의 인식을 높였다.:175 동료 반체제 인사 바딤 델로네는 이 사건에 대해 "깡패" 부코프스키의 교환에 대한 풍자시를 썼다.
그들은 "깡패"를 교환했다

루이스 코르발란으로.

어떤 종류의 암캐가 될 것인가

브레즈네프와 바꿔 볼 수 있었을까?
1977년 3월, 지미 카터 미국 대통령은 백악관에서 부코프스키를 만났다. 소련에서는 이 만남이 반체제 인사들과 인권 운동가들에게 새로 선출된 대통령이 외교 정책에서 인권을 강조하려는 의지의 신호로 여겨졌으며, 이 사건은 소련 지도자들의 가혹한 비판을 불러일으켰다.
부코프스키는 영국으로 이주하여 케임브리지에 정착했으며, 15년 전 모스크바 대학에서 퇴학당하면서 중단되었던 생물학 공부를 재개했다.:7

#### 서방에서의 삶
부코프스키는 케임브리지 대학교에서 생물학 석사 학위를 받았다. 그는 또한 『성곽을 짓다: 반체제 인사로서의 나의 삶』(1978년)을 저술하고 출판했다. (러시아어 제목인 『그리고 바람은 돌아온다…』는 성경적 암시이다.) 이 책은 영어, 프랑스어, 독일어로 번역되었다. 이듬해 뉴욕의 찰리제 출판사에서 러시아어로 출판되었다. 오늘날 러시아어 원본은 여러 웹사이트를 통해 온라인으로 이용할 수 있다.
서방에 정착한 후 부코프스키는 많은 에세이와 논쟁적인 글을 썼다. 이 글들은 소련 정권과 나중에는 블라디미르 푸틴 정권을 비판했을 뿐만 아니라 소련의 학대에 직면한 "서방의 순진함"과 일부 경우에는 그가 서방의 그러한 범죄에 대한 공모라고 믿었던 것을 폭로했다. 1970년대 후반과 1980년대 초반, 소련의 아프가니스탄 침공 이후, 부코프스키는 1980년 모스크바 하계 올림픽에 대한 영국과 미국의 공식 보이콧을 성공적으로 추진했다. 같은 기간 동안 그는 서방 평화 운동의 활동과 정책에 대한 우려를 표명했다.

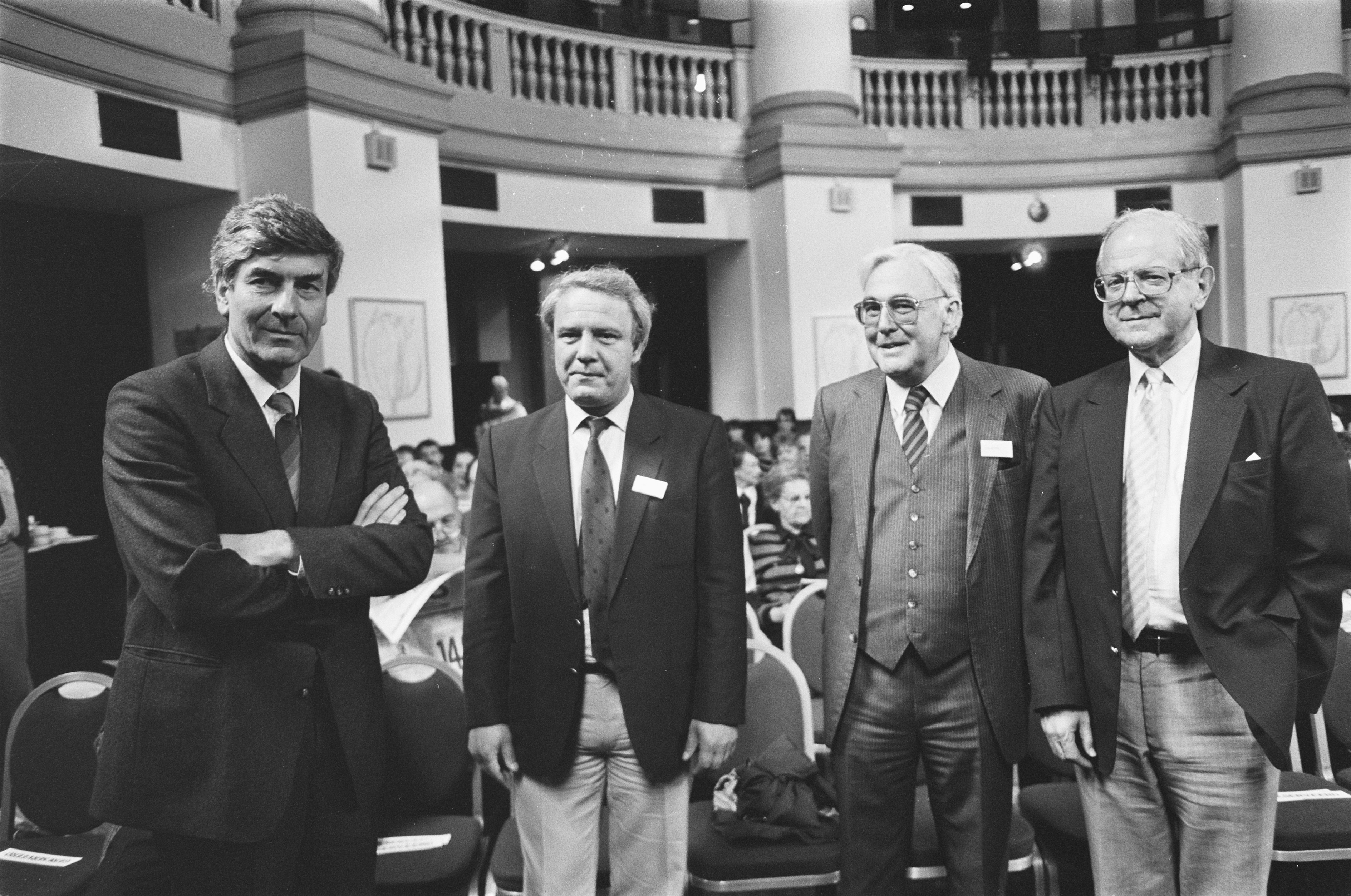
1987년 5월, 네덜란드에서 열린 제5차 사하로프 회의의 부코프스키: (왼쪽부터) 뤼버스 총리, 블라디미르 부코프스키, 베제머 교수, 로버트 콘퀘스트 교수

1983년, 부코프스키는 쿠바 반체제 인사 아르만도 발라다레스와 함께 저항 인터내셔널을 공동 창립했고 나중에 회장으로 선출되었다. 이 반공산주의 조직은 소련 반체제 인사와 망명자들이, 특히 블라디미르 막시모프와 에두아르드 쿠즈네초프가 파리의 작은 사무실에서 운영했다. 1985년에는 미국 저항 인터내셔널 재단으로 확장되었다. 이사회 저명한 회원으로는 앨버트 졸리스와 진 커크패트릭이 있었고, 미지 덱터, 유리 야림-아가예프, 리처드 펄, 솔 벨로, 로버트 콘퀘스트와 마틴 콜먼이 이 단체의 자문 위원회에 있었다. 이 재단은 동유럽 및 기타 지역에서 공산주의를 전복하려는 반체제 및 민주 운동의 조율 센터 역할을 하는 것을 목표로 했다. 공산주의 국가와 서방에서 시위를 조직하고 공산주의 정부에 대한 서방의 재정 지원에 반대했다. 이 재단은 또한 민주적인 법치 정부의 출현을 돕고 헌법 작성 및 시민 기관 형성에 대한 지원을 제공할 목적으로 민주 운동 지원을 위한 국가 위원회(민주주의를 위한 국가 위원회)를 설립했다.
1987년 3월, 부코프스키와 다른 9명의 망명 작가들(에른스트 네이즈베스트니, 유리 류비모프, 바실리 악시요노프 및 레오니트 플리슈 포함)은 미하일 고르바초프의 개혁의 본질과 진정성에 대한 의구심을 제기하면서 서방과 소련 자체에서 큰 논란을 일으켰다.

### 소련 귀환 (1991년)
1991년 4월, 블라디미르 부코프스키는 추방된 지 15년 만에 처음으로 모스크바를 방문했다.
1991년 대통령 선거를 앞두고 보리스 옐친 선거 운동 본부는 부코프스키를 잠재적인 부통령 러닝메이트 명단에 포함시켰다. 결국, 1979년-1989년 아프가니스탄 전쟁의 참전 용사이자 소비에트 연방영웅인 육군 장교 알렉산드르 루츠코이가 선정되었다. 1991년 12월 5일, 부코프스키의 소련 시대 유죄 판결 두 건 모두 RSFSR 대법원 법령에 의해 무효화되었다. 이듬해 옐친 대통령은 부코프스키의 러시아 시민권을 공식적으로 회복시켰다. 그는 국가에서 추방되었음에도 불구하고 소련 시민권을 박탈당한 적이 없었다.

## 탈소련 시기
부코프스키가 1971년 공개한 정신과 남용에 관한 문서를 평가한 영국과 유럽 정신과 의사들은 그를 이렇게 특징지었다: "[블라디미르 부코프스키]에 대한 우리의 정보에 따르면 그는 편리함과 개인적인 안락함을 위해 타협하려 하지 않고, 자신에게 위험할 수 있음을 분명히 아는 상황에서도 자신이 생각하는 바를 말하는 것을 믿기 때문에 어떤 나라의 당국에게도 당황스러울 수 있는 유형의 사람이다. 그러나 그러한 사람들은 종종 기여할 것이 많으며, 상당한 존경을 받을 자격이 있다."
소련 해체 직후, 블라디미르 부코프스키는 다시 러시아 당국의 눈 밖에 났다. 그는 그해 10월 1993년 러시아 헌정위기에서 대법원에 반대하여 옐친을 지지했지만, 두 달 후 승인된 새로운 러시아 헌법이 옐친의 권력 유지를 보장하기 위해 고안되었다고 비판했다. 부코프스키에 따르면, 옐친은 1994년부터 보안 기관의 인질이 되었고, KGB 통치의 복원은 불가피했다.

### 모스크바 재판
1992년, 소련의 붕괴 이후, 옐친 대통령 정부는 러시아 공산주의자들이 옐친이 당을 금지하고 재산을 몰수했다며 헌법재판소에 소송을 제기한 재판에 부코프스키를 전문가 증인으로 초청했다. 피고 측은 소련 공산당 자체가 위헌적인 조직이었다고 주장했다. 증언을 준비하기 위해 부코프스키는 소련 공산당 중앙위원회 기록 보관소(당시 현대 문서 중앙 보관소 또는 TsKhSD로 재편됨)의 많은 문서에 대한 접근을 요청하고 승인받았다. 그는 작은 휴대용 스캐너와 노트북 컴퓨터의 도움으로 KGB 보고서를 포함한 많은 문서(일부는 높은 보안 등급을 가짐)의 사본을 몰래 만들 수 있었다. 그 사본들은 나중에 서방으로 밀반출되었다.
부코프스키는 모스크바의 국제 재판이 나치 이후 독일의 첫 뉘른베르크 재판(1945–1946)과 유사한 역할을 하여 국가가 공산주의의 유산을 극복하는 데 도움이 될 수 있기를 바랐다.
부코프스키가 복사한 수백 개의 문서(많은 부분이 폭이 반 페이지에 불과함)의 스캔 조각들을 조립하는 데 몇 년과 여러 명의 보조 인력이 필요했고, 1999년에 온라인으로 공개되었다. 이 문서들 중 상당수는 부코프스키의 "모스크바의 판결"(1995년)에서 광범위하게 인용되고 언급되었으며, 그는 이 책에서 최근 소련 역사와 소련 및 소련 공산당과 서방의 관계에 대해 밝혀낸 내용을 설명하고 분석했다.
이 책은 곧 여러 언어로 번역되었지만 영어로는 20년 이상 출판되지 않았다. 랜덤하우스는 원고의 권리를 구입했지만, 부코프스키의 말에 따르면 출판사는 저자가 "자유주의 좌파 정치적 관점에서 전체 책을 다시 쓰도록" 시도했다. 부코프스키는 "내 전기적 특수성" 때문에 "정치적 검열에 알레르기가 있다"고 랜덤하우스 편집자에게 설명하며 저항했다. (계약은 나중에 취소되었다.) 한편, 이 책은 프랑스어로 『모스크바의 판결』(1995년), 러시아어(1996년) 및 특정 다른 슬라브어로 출판되었다. 한동안 폴란드어 판은 베스트셀러가 되었다. 2016년에는 스피랄리에서 『모스크바의 비밀 기록』이라는 제목으로 이탈리아어로 출판되었다. 영어 번역본은 저자가 사망하기 5개월 전인 2019년 5월이 되어서야 책 형태로 나왔다.
2011년 3월 30일, 부코프스키는 웨스트민스터 치안법원에 전 소련 지도자가 1980년대 후반과 1990년대 초반에 리투아니아, 트빌리시, 바쿠 및 타지키스탄에서 시위대를 군사적으로 진압하도록 명령하여 저지른 인도에 반한 죄에 대한 자료를 제출한 후 영국 당국에 미하일 고르바초프의 체포를 요청했다.

### 1996년 대통령 후보 가능성
1996년 초, 모스크바 학자, 언론인, 지식인 단체는 보리스 옐친 현 대통령과 러시아 연방 공산당의 주요 경쟁자인 겐나디 주가노프 모두에게 대안적인 후보로서 블라디미르 부코프스키가 러시아 대통령으로 출마해야 한다고 제안했다. 그러나 공식적인 후보 지명 절차는 시작되지 않았다.

### 메모리얼 굴라크
2001년, 부코프스키는 피렌체에 있는 이탈리아 자유지상주의 단체인 자유 위원회(Comitati per le Libertà)의 회장으로 선출되었으며, 이 단체는 매년 11월 7일(볼셰비키 혁명 기념일)에 공산주의 희생자들을 위한 메모리얼 굴라크 또는 기념일을 추진했다. 메모리얼 굴라크는 이후 로마, 부쿠레슈티, 베를린, 라 로슈 쉬르 욘 및 파리에서 개최되었다.

### 보리스 넴초프 및 러시아 야권과의 접촉
2002년, 당시 두마의원이었고 우파연합의 지도자였던 보리스 넴초프 러시아 전 부총리가 케임브리지의 부코프스키를 방문했다. 그는 러시아 야권의 전략을 논의하고 싶어 했다. 부코프스키는 넴초프에게 러시아 자유주의자들이 블라디미르 푸틴 대통령의 권위주의 정부에 대해 타협하지 않는 입장을 취해야 한다고 말했다.
2004년 1월, 가리 카스파로프, 보리스 넴초프, 블라디미르 V. 카라-무르자 등과 함께 부코프스키는 위원회 2008의 공동 창립자였다. 러시아 민주 야당의 이 상위 조직은 2008년 블라디미르 푸틴의 후임자가 선출될 때 자유롭고 공정한 선거를 보장하기 위해 결성되었다.
2005년 부코프스키는 1960년대와 1970년대의 저명한 반체제 인사들(고르바네프스카야, 세르게이 코발료프, 에두아르드 쿠즈네초프, 알렉산드르 포드라비네크, 옐레나 본네르) 중 한 명으로 블라디미르 카라-무르자 주니어의 다큐멘터리 시리즈 그들은 자유를 선택했다에 참여했다. 2013년 부코프스키는 나텔라 볼티안스카야의 다큐멘터리 시리즈 병행, 사건, 사람들에 출연했다.
2009년 부코프스키는 광범위한 원외 야당 세력을 통합한 새로운 연대 연합의 이사회에 합류했다.

### 아부그라이브 교도소 고문 비판
관타나모만 수용소, 아부그라이브 및 CIA 비밀 교도소에서 포로에 대한 승인된 고문에 대한 폭로가 증가하자, 부코프스키는 고문의 공식적이지만 은밀한 합리화에 대한 타협하지 않는 공격으로 논의에 참여했다. 2005년 12월 18일 워싱턴 포스트 사설에서 부코프스키는 1971년 레포르토보 교도소에서 고문을 당했던 경험을 이야기했다. 일단 시작되면 고문의 관성을 통제하기 어렵고, 고문을 시행하는 자들을 부패하게 만든다고 그는 경고했다. 그는 "고문은 역사적으로 억압의 도구였지, 수사나 정보 수집의 도구가 아니었다"고 썼다:
수사는 인내심과 뛰어난 분석 능력, 그리고 정보원을 확보하는 기술을 요구하는 섬세한 과정이다. 고문이 용납되면, 이러한 희귀한 재능을 가진 사람들은 더 재능이 없는 동료들의 즉석 해결 방법에 밀려 서비스를 떠나게 되고, 서비스 자체는 사디스트들의 놀이터로 전락한다.

버락 오바마 미국 대통령은 2009년 1월 20일 취임 이틀 만에 고문 각서를 철회했다.

### 유럽 연합 내 러시아 요원
2004년에 파벨 스트로일로프와 함께 저술한 소책자 『EUSSR』에서 부코프스키는 자신이 보기에 "유럽 통합의 소련적 뿌리"를 폭로했다. 2년 후, 『더 브뤼셀 저널』과의 인터뷰에서, 부코프스키는 1992년에 비밀 소련 파일에서 유럽 연합을 사회주의 조직으로 만들려는 "음모"의 존재를 확인하는 기밀 문서를 읽었다고 말했다. 그는 유럽 연합이 "괴물"이며 "완전한 전체주의 국가로 발전하기 전에" 빨리 파괴되어야 한다고 주장했다. 유럽 회의주의적 입장을 표명하며 부코프스키는 영국 자유 협회 (TFA)의 부회장이었다.
10년 전, 부코프스키는 협력이 확보된 몇 가지 방법을 스케치했다. 『모스크바의 판결』(1995년)에서 설명했듯이, 소련 요원으로 모집되어 의식적으로 소련을 위해 일했던 사람들 외에도 KGB와 GRU가 "영향력 있는 요원" 및 "기밀 연락처"로 분류한 남녀들이 있었다:
대부분의 "영향력 있는 요원"들은 문자 그대로 KGB 요원이 아니었다. 일부는 이상주의적인 이유로 소련의 허위 정보를 유포했고, 다른 일부는 KGB에 대한 오랜 "빚"을 갚거나, 반대로 새로운 보상이나 서비스를 기대했으며, 다른 일부는 자신이 무엇을 하고 있는지조차 몰랐다. ... 그 예시는 끝없이 다양하다.

이것은 스탈린 이후 세대의 소련 및 동유럽 전문가들에게도 마찬가지로 적용된다고 부코프스키는 경고했다. 그들은 1970년대와 1980년대에 유사한 압력과 유혹을 받았다:
대부분의 소련학자들과 슬라브학자들, 즉 러시아와 소련 전문가들은 소련을 가끔 방문할 수 있는 정권의 허가에 의존했다. 전문가는 그 접촉 없이는 현재의 학계에서 자신의 위치와 명성을 확보할 수 없었다. 누구든 그가 접촉을 잃고 전문성을 더 이상 유지하지 못한다고 비난할 수 있었다. 그러나 소련을 여행할 기회는 그 시절 KGB에 의해 엄격하게 감시되었다.

### 2008년 대통령 후보
2007년 5월, 부코프스키는 2008년 5월 러시아 대통령 선거에 후보로 출마할 계획을 발표했다. 2007년 12월 16일, 부코프스키는 드미트리 메드베데프 및 다른 후보들과 경쟁하기 위해 공식적으로 지명되었다.
부코프스키를 후보로 지명한 단체에는 유리 리조프, 블라디미르 V. 카라-무르자, 알렉산드르 포드라비네크, 안드레이 피온트코프스키, 블라디미르 프리빌롭스키 등이 포함되었다. 빅토르 셴데로비치, 발레리야 노보드보르스카야 및 레프 루빈스타인과 같은 활동가, 작가, 평론가들도 부코프스키를 지지했다.
부코프스키의 선거 전망에 대해 의구심을 표명한 친크렘린 정치인과 평론가들에게 응답하여, 그의 지명자들은 자주 반복되는 여러 주장을 기각했다. 모스크바에서 800명 이상의 러시아 연방 시민들이 2007년 12월 16일 부코프스키를 대통령으로 지명했다. 부코프스키는 등록에 필요한 서명 수를 확보하고 2007년 12월 18일 기한 내에 중앙선거관리위원회에 신청서를 제출했다.
2007년 12월 22일, 중앙선거관리위원회는 부코프스키의 신청을 거부했다. 그 이유는 그가 문서를 제출할 때 작가로서의 활동에 대한 정보를 제공하지 않았고, 영국 거주 허가를 가지고 있었으며, 지난 10년 동안 러시아에 거주하지 않았기 때문이었다. 부코프스키는 2007년 12월 28일 러시아 연방 대법원에, 그리고 이어서 2008년 1월 15일 그 상고부에 항소했다.

### 푸틴 정권과의 갈등
부코프스키는 2010년 3월 10일 온라인에 게재된 반푸틴 선언문 "푸틴은 물러나라"의 첫 34명 서명자 중 한 명이었다. 2012년 5월, 블라디미르 푸틴은 러시아 연방의 총리로 4년 재직한 후 세 번째 대통령 임기를 시작했다. 이듬해 부코프스키는 러시아에서 스탈린의 마지막이자 가장 악명 높은 비밀 경찰 책임자인 라브렌티 베리야의 후계자로서 푸틴과 그의 팀을 묘사한 인터뷰 모음집을 출판했다.
2014년 3월, 러시아는 우크라이나가 크림반도의 정부 건물, 공항, 군사 기지에 대한 통제권을 표식 없는 병사와 현지 친러시아 민병대에게 잃은 후 크림반도를 병합했다. 서방은 푸틴의 측근을 겨냥한 제재로 대응했고, 부코프스키는 이것이 그의 정권의 종말을 증명할 것이라는 희망을 표명했다.
2014년 10월, 러시아 당국은 부코프스키에게 새로운 해외여행 여권을 발급해 주기를 거부했다. 러시아 외무부는 부코프스키의 시민권을 확인할 수 없다고 밝혔다. 이 반응은 대통령 인권 위원회와 러시아 연방의 인권 옴부즈맨으로부터 놀라움을 샀다.
2015년 3월 17일, 오랫동안 지연된 알렉산드르 리트비넨코의 치명적인 독살에 대한 조사에서 부코프스키는 왜 리트비넨코가 암살되었는지에 대한 자신의 견해를 밝혔다. 8년 전 BBC TV에서 인터뷰했을 때, 부코프스키는 2006년 11월 23일 리트비넨코의 런던 사망에 대한 책임이 러시아 당국에 있다는 것을 의심하지 않았다.

### 아동 포르노 사건
2014년 10월 28일, 부코프스키는 영국에서 아동 포르노 소지 혐의로 기소되었다. 2015년 4월, 부코프스키는 아동 포르노 제작 및 소지 혐의로 여러 건의 기소를 당했다. 부코프스키는 혐의에 대해 무죄를 주장했다. 검사는 법원에 몇 가지 주장을 제기했다. 부코프스키가 15년 동안 다운로드한 아동 성 학대 자료를 소지했음을 인정했고, 그 활동을 "취미"와 "연구"라고 묘사했다는 것이다. 부코프스키의 하드 디스크 드라이브에 대한 법의학 조사를 통해 수천 개의 아동 학대 이미지와 비디오가 발견되었다 – 일부는 카테고리 A – 주로 소년들과 유아기 아동들을 특징으로 한다고 법원에 진술되었다.
부코프스키는 "아동의 외설적이거나 금지된 사진, 유사 사진 또는 비디오를 제작하지 않았다"고 부인했다. 부코프스키는 단식투쟁으로 혐의에 항의하고 왕실 검찰청을 명예훼손으로 고소했다. 항소법원은 명예훼손 주장을 기각했다. 여러 건강상의 합병증과 수술로 인해 그의 재판은 여러 차례 연기되었고 결국 무기한 중단되었다.
부코프스키는 러시아 국가 보안 서비스의 해커들이 그의 컴퓨터에 이미지를 심어 놓은 명예훼손 캠페인의 희생자라고 말했다. 경찰 전문가가 그의 컴퓨터를 초기 검사했을 때 해킹 증거는 발견되지 않았다. 검찰은 "부코프스키 씨의 컴퓨터에서 발견된 것과 미확인 제3자가 어떻게 그곳에 이미지를 넣었는지에 대한 독립적인 법의학 보고서를 검토하기 위해" 더 많은 시간을 요청했지만, 사건은 중단되었다. 조사 언론인 빌 게르츠의 책에 따르면, 부코프스키는 "2015년 3월 오웬 위원회에서 증언하기 직전에 러시아 정보 왜곡 작전의 표적이 되었다. 러시아 해커가 그의 노트북 컴퓨터를 해킹하여 아동 포르노 사진을 장치에 심었다. 그런 다음 러시아 정보 요원이 유로폴에 그 사진들을 제보했다... 그것은 전형적인 러시아 정보 왜곡 및 영향력 작전이었다."

## 사망

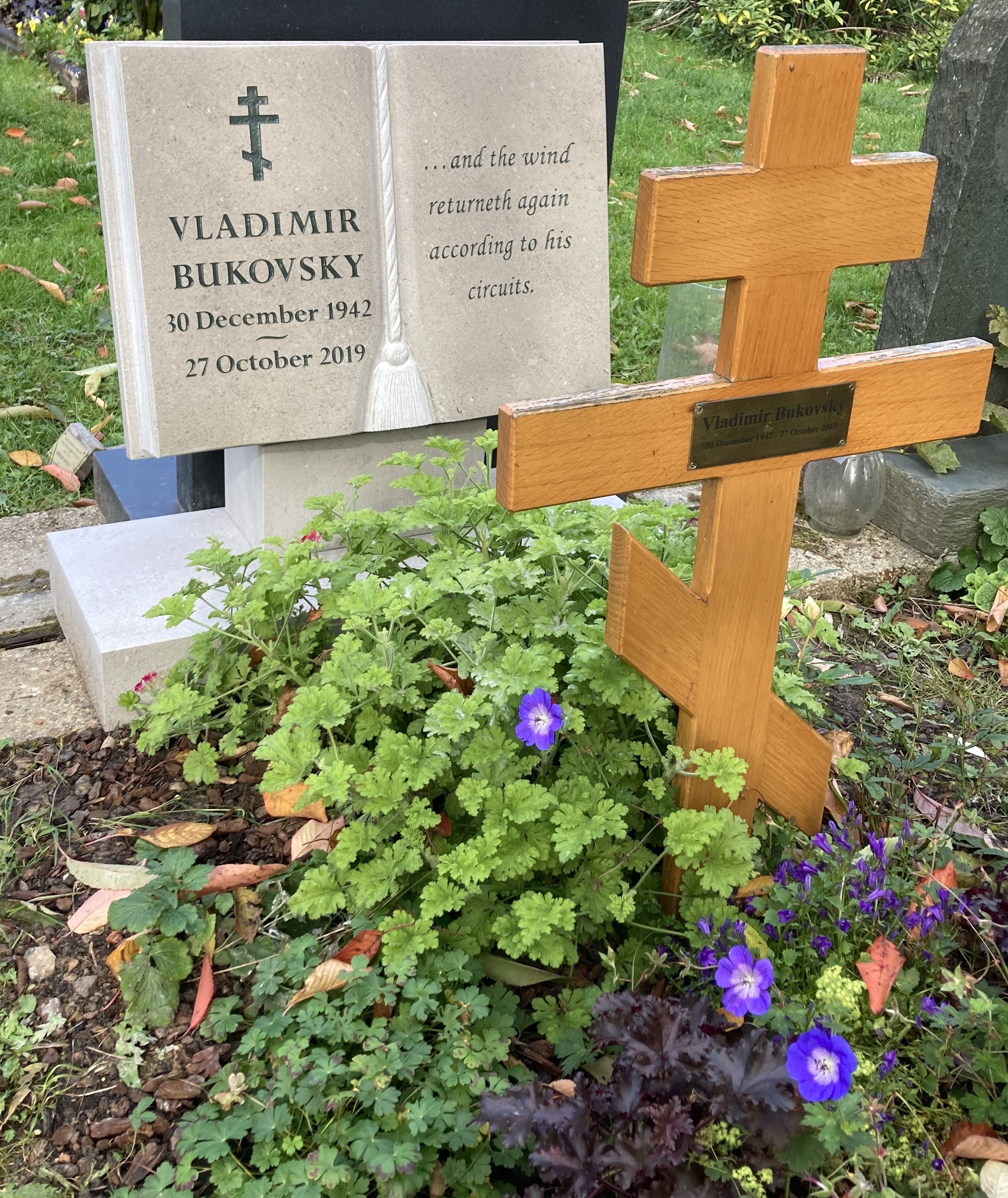
하이게이트 묘지에 있는 블라디미르 부코프스키의 묘

부코프스키는 2019년 10월 27일 케임브리지, 캠브리지셔에서 76세의 나이로 심장 마비로 사망했다. 그는 하이게이트 묘지 동쪽에 묻혔다.

## 저작물 목록
번역본
- 1978: 《To Build a Castle: My Life as a Dissenter》 (PDF). London: André Deutsch (UK edn). 1978. ISBN 978-0-233-97023-3. 2013년 5월 1일에 원본 문서 (PDF)에서 보존된 문서. 2015년 10월 5일에 확인함. 352 pp.
  - (러시아어) 1979: 《I vozvrashchaetsi͡a veter—》. New York: Khronika izd-vo. 1979. 386 pp.
  - 1979: 《To Build a Castle: My Life as a Dissenter》. New York: Viking Press. 1979. ISBN 978-0-670-71640-1.
  - (러시아어) 2007: 《I vozvrashchaetsi͡a veter—》. Svobodnyĭ chelovek. Moskva: Novoe izd-vo. 2007. ISBN 978-5-98379-090-2.
- 1987: 《To Choose Freedom》. Hoover Press publication. Stanford, Calif: Hoover Institution Press. 1987. ISBN 978-0-8179-8442-7.
- 1995: 《Jugement a Moscou: un dissident dans les archives du Kremlin》 (프랑스어). Paris: Robert Laffont. 1995. ISBN 978-2-221-07460-2. 616 pp.
  - 《Moskovskiĭ prot͡sess》 (러시아어). Parizh; Moskva: "Russkaia mysl'"; Izd-vo "MIK". 1996. ISBN 978-5-87902-071-7.
  - (독일어) (1996) Abrechnung mit Moskau. Das sowjetische Unrechtsregime und die Schuld des Westens, Bergisch Gladbach
  - 《Moskiewski proces》 (폴란드어). Warsaw. 1999. ISBN 978-83-7227-190-7.
  - Judgment in Moscow: Soviet Crimes and Western Complicity (May 2019)
- 1999: Soviet Archives: 온라인 기록 보관소, 블라디미르 부코프스키 편집, 고 줄리아 작스(1938–2014)와 레오니드 체르니코프 출판 준비
- 2016: The Bukovsky Archives 1999년 기록 보관소의 업그레이드 버전.
- 2019: Judgment in Moscow: Soviet crimes and Western complicity

러시아어
- 1979: 《И возвращается ветер》 [To Build a Castle]. New York: Изд. "Хроника" (Khronika Press). 1979. 382 pp. 부코프스키의 회고록 러시아어 초판에는 성경적 제목이 붙여졌다(코헬렛, 6장 참조).
- 1989: 《И возвращается ветер》 [To Build a Castle]. 《Teatr: Literaturno-Chudožestvennyj Žurnal》 (М.: Teatr periodical). 1989. ISSN 0131-6885. 부코프스키의 회고록 소련 내 초판.
- 1996: 《Московский процесс》 [Judgment in Moscow]. М.; Париж: МИК: Рус. мысль. 1996. 525쪽. ISBN 978-5-87902-071-7.
- 2001: Буковский В.; Геращенко И.; Ледин М.; Ратушинская И.; Суворов В. (2001). 《Золотой эшелон》 [The golden echelon]. Собрание. М.: Гудьял-Пресс. 256쪽. ISBN 978-5-8026-0082-5.
- 2007: 《И возвращается ветер》 [To Build a Castle]. Свободный человек. М.: Новое изд-во. 2007. 348쪽. ISBN 978-5-98379-090-2. (1989년 위 Teatr 잡지에 처음 연재됨).
- 2008: 《Письма русского путешественника》 [Letters of a Russian traveller]. Moscow & St Petersburg: Нестор-История [Nestor-History]. 2008.
- 2013: 《Наследники Лаврентия Берия. Путин и его команда》 [The heirs of Lavrenty Beria: Putin and his team]. M.: Алгоритм. 2013. ISBN 978-5-4438-0337-1.
- 2014: 《Тайная империя Путина. Будет ли "дворцовый переворот"?》 [Putin's secret empire. Will there be a "palace coup"?]. M.: Алгоритм. 2014. ISBN 978-5-4438-0880-2.
- 2015: 《На краю. Тяжелый выбор России》 [On the edge. Russia faces a hard choice]. M.: Алгоритм. 2015. ISBN 978-5-906798-82-4.

## 다큐멘터리
- 부코프스키 (1977) – 앨런 클라크 감독의 다큐멘터리.
- 그들은 자유를 선택했다 (2005) (4부작) – 블라디미르 카라-무르자 주니어 감독의 다큐멘터리.
- 러시아/체첸: 반대 목소리 (2005) – 부코프스키, 옐레나 본네르, 나탈리아 고르바네프스카야, 안나 폴릿콥스카야, 아흐메드 자카예프 등과 함께.[136]
- 소련 이야기 (2008) – 에드빈스 슈노레 감독의 다큐멘터리.
- 병행, 사건, 사람들 (2014) (36부작) – 나텔라 볼티안스카야 감독의 다큐멘터리 시리즈.

### 현재 사건 연대기 (1968–1982)
1. ↑  “The Gratitude Fund, Assistance to Former Soviet Political Prisoners”. 《thegratitudefund.org》. 2019년 6월 11일에 확인함.
2. ↑  “The fate of dissenters declared mentally ill, July 1969 (8.7)”. 《A Chronicle of Current Events》. 2013년 9월 25일. 2019년 6월 11일에 확인함.
3. ↑  “Arrests among Moscow students, December 1969 (11.7)”. 2013년 10월 10일.
4. ↑  “Two trials about compulsory medical treatment, July–August 1969 (9.3)”. 2013년 10월 5일.
5. ↑  “Notes from Oryol SPH, Vladimir Gershuni: March 1971 (19.2)”. 2015년 12월 16일.
6. ↑  “CCE 19.3 (30 April 1971), "The hunger-strike of Victor Fainberg and Vladimir Borisov in Leningrad Special Psychiatric Hospital".” (PDF).
7. ↑  “The arrest of Victor Kuznetsov, 20 March 1969 (7.3)”. 2013년 9월 25일.
8. ↑  “The Trial of Olga Joffe, 20 August 1970 (15.2)”. 2014년 5월 11일.
9. ↑  “The trial of Vladimir Borisov (Leningrad), 19 November 1969 (11.10)”. 2013년 10월 6일.
10. ↑  “Materials concerning the forthcoming International Congress of Psychiatrists, 16 September 1971 (22.3)”. 《A Chronicle of Current Events》. 2015년 12월 8일. 2019년 6월 11일에 확인함.
11. ↑  “The Arrest of Bukovsky, 29 March 1971 (19.1)”. 《A Chronicle of Current Events》. 2015년 12월 8일. 2019년 6월 11일에 확인함.
12. ↑  “The Case of Vladimir Bukovsky, January 1972 (23.1)”. 《A Chronicle of Current Events》. 2015년 12월 9일. 2019년 6월 11일에 확인함.
13. ↑  서방과 소련의 판결에 대한 반응은 CCE 24.1 (1972년 3월 5일), "블라디미르 부코프스키 사건" 참조. 1972년 5월 18일자 부코프스키의 KGB 프로필은 다음을 참조: Morozov, Boris (1999). 《Documents on Soviet Jewish Emigration》. London: Frank Cass. 152–154쪽. ISBN 978-0-7146-4911-5.

### 기타
1. ↑  Cooper, David (February 2009). 《The Thomas S. Szasz Award for Outstanding Contributions to the Cause of Civil Liberties》. 《Mental Health and Substance Use》 2. 1–3쪽. doi:10.1080/17523280802630251.
2. ↑  Boobbyer, Philip (July 2009). 《Vladimir Bukovskii and Soviet Communism》. 《The Slavonic and East European Review》 87. 452–487쪽. doi:10.1353/see.2009.0092. JSTOR 40650408. S2CID 147788063.
3. 1 2 3  Bukovsky, Vladimir (1978). 《To Build a Castle: My Life as a Dissenter》. Andre Deutsch: London. ISBN 978-0-233-97023-3. Jacket
4. ↑  Bukovsky's works on neurophysiology Eight articles published 1981–1988.
5. ↑  Hilton, Ronald (1986). 《World affairs report. Volumes 16–17》. California Institute of International Studies. 26쪽..
6. ↑  Davidoff, Victor (2013년 10월 13일). “Soviet Psychiatry Returns”. 《The Moscow Times》. 2014년 4월 22일에 확인함.
7. ↑  “International Advisory Council”. Victims of Communism Memorial Foundation. 2011년 6월 10일에 원본 문서에서 보존된 문서. 2011년 5월 20일에 확인함.
8. 1 2  "Vladimir Bukovsky", Cato Institute website
9. ↑  “Truman-Reagan Medal of Freedom”. 《Victims of Communism Memorial Foundation》. 2016년 4월 24일에 원본 문서에서 보존된 문서. 2016년 4월 26일에 확인함.
10. ↑  “Буковский // Краткая литературная энциклопедия. Т. 9. — 1978 (текст)”. 《feb-web.ru》.
11. ↑  《To Build a Castle: My Life as a Dissenter》 (PDF). London: Andrei Deutsch (UK edn). 1978. 122–132쪽. ISBN 978-0-233-97023-3. 2013년 5월 1일에 원본 문서 (PDF)에서 보존된 문서. 2015년 10월 5일에 확인함.
12. ↑  “'Not Suitable for Recruiting': A Talk with Vladimir Bukovsky, Part I”. 《National Review》. 2019년 5월 13일. 2019년 9월 23일에 확인함.
13. ↑  Vladimir Bukovsky, "A Soviet Hyde-Park Corner" in My predchuvstvie, predtecha ...: Ploshchad Mayakovskogo, 1958–1965, Zvenya: Moscow, 1996 (Collection title in English: We were the premonition, the forerunners ...)
14. ↑  사미즈다트 활동으로 노동 수용소에서 7년형을 선고받고 1968년에 석방되었다. CCE 4.7 (1968년 10월 31일), "단신" (항목 9) 참조.
15. 1 2  Rubenstein, Joshua (1980). 《Soviet dissidents: their struggle for human rights》. Boston: Beacon. ISBN 978-0-8070-3212-1.
16. ↑  Vladimir Bukovsky, "Tezisy {o razvale Komsomole}" in My predchuvstvie, predtecha ...: Ploshchad Mayakovskogo, 1958–1965 Zvenya: Moscow, 1996. See also 1997 book of same name ISBN 5-7870-0002-1
17. 1 2 3 4 5 6 7 8 9 10 11 12 13  Boobbyer, Richard (July 2009). 《Vladimir Bukovskii and Soviet Communism》. 《The Slavonic and East European Review》 87. 452–487쪽. doi:10.1353/see.2009.0092. JSTOR 40650408. S2CID 147788063.
18. ↑  Victims of political terror in the USSR.(러시아어) Database of the Memorial Society.
19. ↑  Rubenstein, Joshua (1981). 《Soviet Dissidents: Their Struggle for Human Rights》. London: Wildwood House. 135쪽. ISBN 978-0-7045-3062-1.
20. ↑  Vladimir Bukovsky, To Build a Castle (1978), pp 220–224.
21. ↑  “"The Trial of Galanskov and Ginzburg", CCE 1.1 (30 April 1968”. 2015년 12월 11일에 원본 문서에서 보존된 문서.
22. ↑  Litvinov, Pavel (1971). 《The Trial of The Four: A collection of Materials on the case of Galanskov, Ginzburg, Dobrovolsky, & Lashkova 1967–1968》. New York: The Viking Press. ISBN 978-0-670-73017-9.
23. ↑  “Vladimir Bukovsky, Soviet Archive, Section 3.1 "1960–1969", 4 September 1967, P 1393”. 《bukovsky-archives.net》.
24. ↑  Horvath, Robert (2005). 《The Legacy of Soviet Dissent: Dissidents, Democratisation and Radical Nationalism in Russia》. BASEES/Routledge Series on Russian and East European Studies 17. London; New York: RoutledgeCurzon. ISBN 978-0-203-41285-5.
25. ↑  CCE 12.10 (1970년 2월 28일) "사미즈다트 업데이트, 항목 11" 및 CCE 17.13 (1970년 12월 31일), "사미즈다트 업데이트, 항목 8".
26. ↑  Litvinov, Pavel (1969). 《The demonstration in Pushkin Square. The trial records with commentary and an open letter》. London: Harvill. ASIN B0026Q02KE.
27. 1 2  《Abuse of psychiatry for political repression in the Soviet Union》. New York: Arno. 1973. ISBN 978-0-405-00698-2.
28. ↑  Vladimir Bukovsky, To Build a Castle, p. 239.
29. ↑  Berson, Robin Kadison (1999). 《Young Heroes in World History》. Westport, Conn: Greenwood Press. 44쪽. ISBN 978-0-313-30257-2.
30. 1 2  “Rose-marie Debecker On Bill Cole | Soviet History Lessons”. 《SovietHistoryLessons》.
31. 1 2  “News in Brief, August 1970 (15.10)”. 2014년 5월 9일.
32. 1 2  Reddaway, Peter (1971년 3월 12일). “Plea to West on Soviet 'mad-house' jails”. 《The Times》. 8면.
33. 1 2 3  Bloch, Sidney; Reddaway, Peter (1984). 《Soviet Psychiatric Abuse. The Shadow Over World Psychiatry》. London: Gollancz. ISBN 978-0-575-03253-8.
34. 1 2  Richter, Derek (1971년 8월 1일). 《Political Dissenters in Mental Hospitals》. 《The British Journal of Psychiatry》 119. 225–226쪽. doi:10.1192/bjp.119.549.225. S2CID 145461136.
35. 1 2 3  Bloch, Sidney; Reddaway, Peter (1977). 《Russia's Political Hospitals》. London: Gollancz. ISBN 978-0-575-02318-5.
36. ↑  The Times, 1971년 9월 16일, p. 17.
37. ↑  블로흐와 레다웨이의 러시아 정치 병원에 관한 책의 초판은 1977년, 총회 개최를 앞두고 출판되었다.
38. ↑  Bukovskii, Vladimir (1996). 《Moskovskii Protsess [Moscow trial]》 (러시아어). Moscow: MIK.
39. 1 2 3  Hurst, Mark (2016). 《British Human Rights Organizations and Soviet Dissent, 1965–1985》. Bloomsbury. 32쪽. ISBN 978-1-4725-2516-1.
40. ↑  Bukovsky, Vladimir; Gluzman, Semyon (January–February 1975a). Пособие по психиатрии для инакомыслящих [A manual on psychiatry for dissidents]. 《Хроника защиты прав в СССР [A Chronicle of Human Rights in the USSR]》 (러시아어). 36–61쪽.  published in: Коротенко, Ада; Аликина, Наталия (2002). 《Советская психиатрия: Заблуждения и умысел》. Киев: Издательство "Сфера". 197–218쪽. ISBN 978-966-7841-36-2.
41. ↑  Bukovsky, Vladimir; Gluzman, Semyon (Winter–Spring 1975b). 《A manual on psychiatry for dissidents》. 《Survey: A Journal of East and West Studies》 21. 180–199쪽.
  - Bukovsky, Vladimir; Gluzman, Semyon (1975c). 《A manual of psychiatry for political dissidents》. London: 국제앰네스티. OCLC 872337790.
  - Bukovsky, Vladimir; Gluzman, Semyon (1975d). 《A dissident's guide to psychiatry》. 《A Chronicle of Human Rights in the USSR》. 31–57쪽.
42. ↑  Boukovsky, Vladimir; Glouzmann, Semion (September 1975). 《Guide de psychiatrie pour les dissidents soviétiques: dédié à Lonia Pliouchtch, victime de la terreur psychiatrique》 [Guide on psychiatry for Soviet dissidents: dedicated to Lyonya Plyushch, a victim of psychiatric terror]. 《Esprit》 (프랑스어) 449. 307–332쪽. JSTOR 24263203.
43. ↑  Bukovskij, Vladimir; Gluzman, Semen; Leva, Marco (1979). 《Guida psichiatrica per dissidenti. Con esempi pratici e una lettera dal Gulag》 [Psychiatric guide for dissidents. With practical examples and a letter from the Gulag] (이탈리아어). Milan: L'erba voglio. ASIN B00E3B4JK4.
44. ↑  Bukowski, Wladimir; Gluzman, Semen (1976). 《Psychiatrie-handbuch für dissidenten》 [A manual on psychiatry for dissidents]. 《Samisdat. Stimmen aus dem "anderen Rußland"》 (독일어). 29–48쪽.
45. ↑  Bukovskiĭ, Vladimir; Gluzman, Semyon (1975e). 《Håndbog i psykiatri for afvigere》 [A manual on psychiatry for dissidents] (덴마크어). Göteborg: Samarbetsdynamik AB. ISBN 978-9185396009. OCLC 7551381.
46. ↑  Helmchen, Hanfried; Sartorius, Norman (2010). 《Ethics in Psychiatry: European Contributions》. Springer. 495쪽. ISBN 978-90-481-8720-1.
47. ↑  Laird, Robbin; Hoffmann, Erik (1986). 《Soviet foreign policy in a changing world》. Transaction Publishers. 79쪽. ISBN 978-0-202-24166-1.
48. ↑  Ulianova, Olga (2013). 《Corvalán for Bukovsky: a real exchange of prisoners during an imaginary war. The Chilean dictatorship, the Soviet Union, and US mediation, 1973–1976》. 《Cold War History》 14. 315–336쪽. doi:10.1080/14682745.2013.793310. ISSN 1743-7962. S2CID 154704693.
49. ↑  Glasnost' and Freedom, Memoirs by 세르게이 그리고랸츠.
50. ↑  “ОБМЕНЯЛИ ХУЛИГАНА НА ЛУИСА КОРВАЛАНА” [They exchanged a hooligan for Luis Corvalan]. 《www.trud.ru》 (러시아어). 2006년 9월 15일.
51. ↑  "Blyad"가 러시아어 원본에서는 "Bitch"가 아니다.
52. ↑  Nuti, Leopoldo (2008). 《The Crisis of Détente in Europe: From Helsinki to Gorbachev 1975–1985》. Cold War History. Routledge. 35;17–18쪽. ISBN 978-1-134-04498-6.
53. ↑  Voren, Robert van (2009). 《On Dissidents and Madness: From the Soviet Union of Leonid Brezhnev to the "Soviet Union" of Vladimir Putin》. Amsterdam & New York: Rodopi. 7쪽. ISBN 978-90-420-2585-1.
54. ↑  영어 제목은 부코프스키가 철창 뒤에서 오랜 시간을 보내기 위해 고안한 상상 속의 성채 건설에서 유래했다. 『성곽을 짓다』, 앤드레 도이치: 런던, 1978년, 22–23쪽.
55. ↑  "해 아래서 모든 수고와 고생으로 사람이 얻는 것이 무엇인가?… 바람은 남으로 불고 북으로 돌아가며, 돌고 돌아 제자리로 돌아온다", 코헬렛, 1:3–6.
56. ↑  ... et le vent reprend ses tours: Ma vie de dissident, Editions du Rocher, 1978, 406 pages (ISBN 978-2-221-00128-8)
57. ↑  В.Буковский (1978) "И возвращается ветер ..."  Vehi.net
58. ↑  B.Буковский (1978) "И возвращается ветер ..." Sakharov-venter.ru 보관됨 15 10월 2007 - 웨이백 머신
59. ↑  В. Буковский (1978) "И возвращается ветер ..." Tyurem.net
60. ↑  Vladimir Bukovsky, "How Russia breaks the rules of the Games", letter to The Daily Telegraph, 2 October 1979; "Do athletes want the KGB to win the Olympics?" News of the World, 20 January 1980
61. ↑  "The Soviet Union and the Peace Movement". 《Commentary》. 1982년 1월 5일.
62. 1 2 3  Saul, Norman E. (2015). 《Historical Dictionary of Russian and Soviet Foreign Policy》. Historical dictionaries of diplomacy and foreign relations. Lanham, Maryland: Rowman & Littlefield. 63쪽. ISBN 978-0-8108-6806-9.
63. ↑  《In The U.S.S.R》. 《Resistance Bulletin》 1. 1988.
64. ↑  Jolis, Albert (1996). 《A Clutch of Reds and Diamonds: A Twentieth Century Odyssey》. East European monographs. Boulder: New York: East European Monographs; Distributed by Columbia University Press. 363–380쪽. ISBN 978-0-88033-364-1.
65. ↑  《Resistance International》. 《Survey》. 27–28. 1983. 311쪽.
66. ↑  “Is Glasnost a Game of Mirrors?”. 《The New York Times》. 1987년 3월 22일.. Unexpectedly this op-ed was translated into Russian and quickly published in Moscow as well (Moskovskie novosti, 29 March 1987).
67. ↑  Bukharbaeva, Bagila (2007년 10월 16일). “Soviet-Era Dissident Returns to Moscow”. 《The Washington Post》. 2016년 4월 27일에 확인함.
68. ↑  “perestroika, Soviet Archives”. 《www.bukovsky-archives.net》.
69. ↑  The official Presidential website, Bukovsky biography (in Russian) 보관됨 2 5월 2019 - 웨이백 머신.
70. ↑  Bukovsky, Vladimir (1993년 6월 1일). “Boris Yeltsin's Hollow Victory”. 《Commentary》. 2016년 4월 27일에 확인함.
71. ↑  Horne, A. D. (1993년 12월 11일). “Dissident's Discontent”. 《The Washington Post》. 2016년 4월 27일에 확인함.
72. ↑  Many of these scanned documents are today available online as The Bukovsky Archives and are provided with English lists of titles and contents, and over one hundred translations.
73. ↑  Bukovsky, Vladimir (1996). "The Night of the Looters", excerpt from Judgment in Moscow.
74. ↑  See Soviet Archives, compiled by Vladimir Bukovsky, and published online by Julia Zaks and Leonid Chernikhov
75. ↑  See German version, Abrechnung mit Moskau. Das sowjetische Unrechtsregime und die Schuld des Westens, Bergisch Gladbach, 1996.
76. 1 2  Berlinski, Claire (Spring 2010). 《A hidden history of evil. Why doesn't anyone care about the unread Soviet archives?》. 《City Journal》. 2016년 3월 4일에 원본 문서에서 보존된 문서. 2012년 2월 7일에 확인함.
77. ↑  Bukovskiĭ, Vladimir Konstantinovich; Martinez, Louis (1995). 《Jugement à Moscou: un dissident dans les archives du Kremlin》. Paris: R. Laffont. ISBN 978-2-221-07460-2.
78. ↑  Proces moskiewski (ISBN 83-7227-190-9), Warsaw 1999.
79. ↑  “Vladimir Bukovsky 1942–2019”. 《Vladimir Bukovsky 1942–2019》.
80. ↑  Подрабинек, Александр (2011년 3월 30일). Буковский против Горбачева. Не юбилейные показания [Bukovsky vs Gorbachev. Non-jubilee testimonies] (러시아어). 라디오 프랑스 앵테르나쇼날.
81. ↑  Советский диссидент Владимир Буковский согласен баллотироваться на пост президента России. 《newsru.com》 (러시아어). 2007년 5월 28일. 2016년 4월 27일에 확인함.
82. ↑  Кара-Мурза, Владимир (2002년 5월 28일). Не забывая о наших корнях... Владимир Буковский – легенда российского демократического движения (러시아어). "Правое дело" N 21(39). 2003년 9월 17일에 원본 문서에서 보존된 문서. 2016년 4월 27일에 확인함.
83. ↑  “Комитет "2008 СВОБОДНЫЙ ВЫБОР"” [Declaration of the "2008 – A Free Choice" Committee] (러시아어). 2004년 1월 29일. 2004년 1월 29일에 원본 문서에서 보존된 문서.
84. ↑  Danks, Catherine (2014). 《Politics Russia》. Hoboken: Taylor and Francis. 434f쪽. ISBN 978-1-317-86741-8. 2016년 4월 27일에 확인함.
85. ↑  They Chose Freedom, a documentary series made by the 23-year-old journalist 블라디미르 카라-무르자 (in Russian)
86. ↑  Natella Boltyanskaya (2015년 2월 16일). “Episode 29 – To Build a Castle (Part One)”. 미국의 소리. 2016년 1월 7일에 원본 문서에서 보존된 문서. 2015년 11월 1일에 확인함.Natella Boltyanskaya (2015년 3월 2일). “Episode 30 – To Build a Castle (Part Two)”. 미국의 소리.
87. ↑  “История”. 《rusolidarnost.ru》. 2016년 4월 27일에 확인함.
88. 1 2  Bukovsky, Vladimir (2005년 12월 18일). “Torture's Long Shadow”. 《The Washington Post》.
89. ↑  “Bukovsky and Stroilov, EUSSR: the Soviet roots of European integration, Sovereignty publications: UK, 2006.”.
90. ↑  The Brussels Journal: The Voice of Conservatism in Europe, February 2006., a periodical of the Society for the Advancement of Freedom in Europe or SAFE
91. ↑  Belien, Paul (2006년 2월 27일). 《Former Soviet Dissident Warns For EU Dictatorship. An interview with Vladimir Bukovsky》. 《The Brussels Journal》.
92. ↑  "Council & Supporters" 보관됨 7 4월 2013 - 웨이백 머신, The Freedom Association website
93. ↑  See also Charles Moore, "A national treasure or the KGB's useful idiot?", Daily Telegraph, 5 March 2010.
94. ↑  Chapter 3, "Back to the Future: 3.12 The Party's most powerful weapon", Judgment in Moscow: A Dissident in the Soviet Archives, forthcoming (2015). See Jugement a Moscou, 1995, pp 233–234.
95. ↑  As per previous note, Chapter 3, "Back to the Future", Judgment in Moscow (forthcoming). See Jugement a Moscou, 1995, pp. 233–234.
96. 1 2  Sakwa, Richard (2010). 《The Crisis of Russian Democracy: The Dual State, Factionalism and the Medvedev Succession》. Cambridge: Cambridge University Press. 279–280쪽. ISBN 978-1139494915.
97. ↑  “Uphill struggle for Russian dissident”. BBC. 2007년 10월 25일. 2016년 4월 26일에 확인함.
98. ↑  Владимир Буковский выдвинут кандидатом в президенты России [Vladimir Bukovsky put forward as candidate for president of Russia]. 《DW.COM》 (러시아어). Deutsche Welle. 2007년 12월 17일. 2016년 4월 26일에 확인함.
99. 1 2  “Решение от 28 декабря 2007 г. / Верховный Суд Российской Федерации / Дело № ГКПИ07-1720” [Decision of 28 December 2007, Supreme Court of the Russian Federation]. 《sudact.ru》. 2007년 12월 28일. 2016년 4월 27일에 확인함.
100. ↑  Грани.Ру: Заявление инициативной группы по выдвижению Владимира Буковского в президенты Российской Федерации [Statement of the Initiative Group to nominate Vladimir Bukovsky for the post of President of the Russian Federation]. 《grani.ru》 (러시아어). 2007년 5월 28일. 2016년 5월 13일에 원본 문서에서 보존된 문서. 2016년 4월 26일에 확인함.
101. ↑  “Beyond Opposition, Beyond a Chance”. 《The Moscow Times》. 2007년 9월 21일. 2016년 4월 26일에 원본 문서에서 보존된 문서. 2016년 4월 26일에 확인함.
102. ↑  Novodvorskaya, Valeriya (2007년 6월 21일). Грани.Ру: Больше кандидатов, плохих и одинаковых [More candidates, bad and identical ones]. 《grani.ru》 (러시아어). 2016년 4월 26일에 확인함.
103. ↑  On judicial aspects of Bukovsky's nomination (러시아어), Action Group for Vladimir Bukovsky's Nomination, 12 July 2007
104. ↑  Soviet dissident Vladimir Bukovsky has been nominated a candidate for president (러시아어), Echo of Moscow, 16 December 2007
105. ↑  Bukovsky submitted his documents on time to the Central Electoral Commission (러시아어), 뉴스루, 18 December 2007
106. ↑  CEC accepted documents from Vladimir Bukovsky (러시아어), BBC 러시아 서비스, 18 December 2007
107. ↑  Supreme Court completely rejected Bukovsky's registration (러시아어), "Bukovsky for President!" Action group, 15 January 2008
108. ↑  Kasparov, Garry (2010년 3월 17일). В интернет ОМОН не пришлешь [You can not send in the riot police onto the Internet]. 《노바야 가제타》 (러시아어) (27).
109. ↑  Буковский, Владимир Константинович (2013).  Наследники Лаврентия Берия: Путин и его команда (러시아어). Алгоритм. ISBN 978-5-4438-0337-1.
110. ↑  “Timeline: Political crisis in Ukraine and Russia's occupation of Crimea”. 《로이터》. 2014년 3월 8일. 2019년 2월 12일에 확인함.
111. ↑  “Vladimir Bukovsky: Putin's system will collapse”. 《charter97.org》.
112. ↑  Schreck, Carl (2014년 10월 31일). “Ex-Soviet dissident says Russia won't renew his passport”. 자유유럽방송.
113. ↑  “Комментарий Посольства в связи с заменой истекшего загранпаспорта В.К.Буковского”. 《Посольство России в Великобритании》. 2016년 5월 22일에 확인함.
114. ↑  "Точно был". Глава СПЧ видел паспорт Буковского, который не может найти посольство в Лондоне ["He certainly had one." The head of the Presidential Human Rights Council has seen Bukovsky's passport which the embassy in London is unable to find]. 《tvrain.ru》 (러시아어). TV 레인. 2014년 11월 5일. 2016년 5월 22일에 확인함.
115. ↑  Отказ в выдаче нового загранпаспорта Буковскому "вызовет недоумение", предупреждают правозащитники [Refusal of issuing Bukovsky with a new travel passport "will be met with bewilderment", warn human rights defenders]. 《newsru.com》 (러시아어). 2014년 11월 6일. 2016년 5월 22일에 확인함.
116. ↑  “Hearings”. Government of the United Kingdom. 2016년 6월 13일에 원본 문서에서 보존된 문서. 2019년 6월 11일에 확인함.
117. ↑  “Litvinenko affair”. Sunday-AM programme. 2006년 12월 10일  – news.bbc.co.uk 경유.
118. 1 2  Lusher, Adam (2018년 2월 12일). “Vladimir Bukovsky: Dissident claiming he was framed by Putin's Russia sees child pornography trial abandoned”. Independent.
119. 1 2 3  Harding, Luke (2016년 12월 12일). “Soviet dissident had thousands of child abuse images, UK court told”. 《The Guardian》. 2024년 12월 27일에 확인함.
120. ↑  “Vladimir Bukovsky to be prosecuted over indecent images of children”. Government of the United Kingdom. 2016년 11월 18일에 원본 문서에서 보존된 문서. 2016년 5월 22일에 확인함.
121. 1 2  Harding, Luke (2015년 8월 24일). “Soviet dissident sues Crown Prosecution Service, alleging libel”. 《The Guardian》 (London).
122. 1 2  Soviet-Era Dissident Vladimir Bukovsky Dies Aged 76, by RFE/RL, October 28, 2019
123. 1 2 3  “Vladimir Bukovsky child abuse images 'were research', trial hears”. BBC News. 2016년 12월 12일.
124. 1 2 3  “Vladimir Bukovsky indecent images not put on PC 'remotely'”. BBC News. 2016년 12월 13일.
125. 1 2  “Vladimir Bukovsky, dissident who fought Soviet tyranny before and after his expulsion from the USSR in 1976 – obituary”. The Telegraph. 2019년 10월 28일.
126. ↑  Bowcott, Owen (2015년 4월 27일). “Russian dissident Vladimir Bukovsky to be charged over child abuse images”. 《The Guardian》 (London).
127. ↑  Harding, Luke (2016년 4월 29일). “Vladimir Bukovsky: 'I'm on hunger strike for the British public'”. 《The Guardian》 (London).
128. ↑  Fouzder, Monidipa (2017년 10월 18일). “Appeal court throws out libel claim over CPS press release”. The Law Society Gazette.
129. ↑  Диссидент Буковский перенес операцию на сердце. 《Росбалт》 (러시아어). 2019년 6월 11일에 확인함.
130. ↑  “Vladimir Bukovsky child abuse images trial is halted”. BBC News. 2016년 12월 14일.
131. ↑  “Vladimir Bukovsky child abuse images retrial ordered”. BBC News. 2017년 6월 30일.
132. ↑  “Vladimir Bukovsky: Russian dissident too ill to stand trial”. BBC News. 2018년 2월 12일.
133. ↑  Foes of Russia Say Child Pornography Is Planted to Ruin Them, The New York Times, by Andrew Higgins, Dec. 9, 2016
134. ↑  IWar: War and Peace in the Information Age by 빌 게르츠, Threshold Editions, 2017, 384 pages, ISBN 9781501154980, pages 159-160
135. ↑  “Vladimir Bukovsky: Soviet-era dissident dies in UK”. BBC News. 2019년 10월 28일. 2019년 10월 28일에 확인함.
136. ↑  “Russia/Chechnya: Voices of Dissent”. 《film.britishcouncil.org》. 2016년 4월 28일에 확인함.

## 더 읽어보기

### 소련 시대
- Leddington, Roger (1971년 4월 11일). “Interrogation of Russian revealing”. 《유진 레지스터-가드》. 9A면.
- Jenner, F. A. (1972년 8월 11일). 《Bukovsky》. 《Nature》 238. 361쪽. Bibcode:1972Natur.238..361J. doi:10.1038/238361c0.
- Kovaly, Pavel (September–December 1973). 《Der unbequeme Zeuge by Wladimir Bukowskij》 [The Inconvenient Witness by Vladimir Bukowsky]. 《Studies in Soviet Thought》 13. 339–342쪽. doi:10.1007/BF01043882. JSTOR 20098579.
- Bernstein, Robert; Bessie, Simon; Carlisle, Henry; Hersey, John; Jovanovich, William;  외. (1974년 6월 27일). 《Soviet inhumanity》. 《The New York Review of Books》 21.

### 추방 이후 서방에서
- “Bukovsky vows fight for rights”. 《비버 카운티 타임스》. 1976년 12월 20일. B12면.
- “Helsinki Pact didn't help: Bukovsky”. 《오칼라 스타-배너》. 1976년 12월 20일. 2A면.
- Neuerbourg, Hanns (1976년 12월 20일). “Bukovsky says prisoners got worse treatment after Helsinki Accords”. 《루이스턴 이브닝 저널》. 28면.
- Rich, Vera (1977년 1월 13일). 《The Bukovskii perspective》. 《Nature》 265. 94쪽. Bibcode:1977Natur.265...94R. doi:10.1038/265094a0.
- Gerstenzang, James (1977년 3월 1일). “Carter to meet with dissident Vladimir Bukovsky”. 《루이스턴 이브닝 저널》. 17면.
- “Carter meets Bukovsky, vows pursuit of freedom”. 《스포크스맨-리뷰》. 1977년 3월 2일. 3면.
- Thorne, Ludmilla (1977년 3월 6일). “Rescuing Vladimir Bukovsky. Soviet dissident saved by mother”. 《레이크랜드 레저》. 7D면.
- Nivat, Georges; Kravetz, Marc (1977). 《URSS: gli scrittori del dissenso: Bukowsky, Calamov, Daniel, Guinzburg, Pliusc, Solgeniztin》 [USSR: writers of dissent: Bukovsky, Shalamov, Daniel, Ginzburg, Plyushch, Solzhenitsyn] (이탈리아어). Venezia: La Biennale di Venezia. OCLC 797904993.

### 2년 후
- “A dissident enjoys his freedom, admires democracy”. 《The Gazette》. 1978년 11월 14일. 39면.
- “Vladimir Bukovsky; 2 years later”. 《The Daily Telegraph》. 1978년 11월 13일. 40면.
- “Vladimir Bukovsky now has a new life before him”. 《Herald-Journal》. 1978년 11월 13일. A3면.
- Peipert, James (1978년 11월 13일). “Vladimir Bukovsky; 2 years later”. 《내슈아 텔레그래프》. 40면.

### 성곽을 짓다 (1978년)
- Serebryakova, Elena (2012). Мир глазами диссидента (по книге В. Буковского "И возвращается ветер…") [The world through the eyes of a dissident: Bukovsky's «The wind returns…» (English title: To Build a Castle)] (PDF). 《Управленческое консультирование》 (러시아어). 132–138쪽. 2016년 3월 1일에 원본 문서 (PDF)에서 보존된 문서.

### 모스크바 재판 (1995년)
- Shlapentokh, Vladimir (Winter 1998). 《Was the Soviet Union run by the KGB? Was the West duped by the Kremlin? (A critical review of Vladimir Bukovsky's Jugement à Moscou)》. 《러시아 역사》 25. 453–461쪽. doi:10.1163/187633198X00211.

### 21세기
- Boobbyer, Philip (July 2009). 《Vladimir Bukovskii and Soviet Communism》. 《The Slavonic and East European Review》 87. 452–487쪽. doi:10.1353/see.2009.0092. JSTOR 40650408. S2CID 147788063.
- Zubov, Mikhail [Михаил Зубов] (2015년 4월 28일). Как Владимир Буковский победил карательную психиатрию. Людмила Алексеева: "Вряд ли эта легендарная фигура занимается детским порно" [How Vladimir Bukovsky defeated punitive psychiatry. Ludmilla Alexeyeva, "This legendary figure is hardly likely to be engaged in child pornography"]. 《모스콥스키 콤소몰레츠》 (러시아어).

### 영어
- (영어) 출연 - C-SPAN: 1989년 5월, "동유럽과 소련의 민주 혁명" (포럼).
- Vladimir Bukovsky 뉴스 아카이브, 링크, 사진, 비디오, 공개 도메인 저작물, 공식 성명, 연락처 정보, 미국 부코프스키 센터에서 관리
- Russia/Chechnya: 반대 목소리 (2005) – 블라디미르 부코프스키, 옐레나 본네르, 나탈리아 고르바네프스카야, 안나 폴릿콥스카야, 아흐메드 자카예프 등 출연.
- 부코프스키의 케이토 연구소 강연, 69분 - 유튜브 2012년 1월 7일 업로드.
- The Bukovsky Archives: Communism on Trial. 700개 이상의 기밀 소련 문서(1937–1994), 『모스크바 재판』의 요약 번역, 그리고 1976년 이후 저자의 주요 기사("도서, 기사 및 서한") 포함.
- "반체제 인사 탄압, 1970–1979" 부코프스키 기록 보관소 (위)는 부코프스키와 관련된 문서를 포함한다: 소련 반체제 인사로서의 활동; 소련 수감 기간; 1976년 루이스 코르발란과의 교환; 소련 정권에 대한 서방에서의 지속적인 캠페인.
- 현재 사건 연대기 (1968–1982)에서 부코프스키 관련 태그된 참고 자료. 또한 해당 웹사이트의 이름 색인 참조.

### 러시아어
- 반체제 운동의 알파벳: 부코프스키 (2011) Толстой, Иван; Гаврилов, Андрей (2011년 11월 29일). “Алфавит инакомыслия. Буковский”. 《라디오 스보보다》 (자유유럽방송).
- 미국의 소리에서 부코프스키 (2014) Владимир Буковский на "Голосе Америки" 2014년 2월 19일, 40분 - 유튜브

틀:소련 반체제 인사